# Aphnaeus chapini
Aphnaeus chapini är en fjärilsart som beskrevs av Holland 1920. Aphnaeus chapini ingår i släktet Aphnaeus och familjen juvelvingar. Inga underarter finns listade i Catalogue of Life.